# Казахско-чеченский конфликт в Алматинской области
Казахско-чеченский конфликт в Алматинской области (17—19 марта 2007 года) — серия межэтнических столкновений между этническими чеченцами и казахами в сёлах Маловодное и Казатком, Енбекшиказахский район, Алматинская область, Казахстан. События происходили в 70 км от Алма-Аты.

## Предыстория конфликта
Чеченская семья Махмахановых, насчитывавшая не менее 12 человек, проживала в селе Казатком в большом доме с богатым приусадебным участком. В укор Махмахановым местные жители ставили то, что они, якобы, безнаказанно совершали преступления, откупаясь от полиции. По мнению казахов, плохая слава семьи Махмахановых среди казахов стала причиной, превратившей мелкую драку в массовый межнациональный конфликт.

## События конфликта
17 марта в поселке Маловодное, расположенном в 85 километрах от Алма-Аты, в бильярдной «Ботагоз» сын хозяина бильярдной Мухамад Махмаханов (этнический чеченец) подрался с Бекжаном Салимбаевым (этническим казахом). . 
Когда 18 марта толпа людей в возрасте от 20 до 50 лет в количестве примерно 300 человек собралась возле винзавода в Маловодном, двое сотрудников РУВД Узак Жакупов и Болат Касымжанов подходили к собравшимся и еще, будучи в Маловодном, знали, что колонна направляется в Казатком “разобраться с Махмахановыми”.   В тот же день 18 марта родственники и друзья Бекжана Салимбаева и другие настроенные против чеченцев люди в возрасте от 20 до 50 лет общей численностью — около 50 (по другим данным до 300)

 человек — прибыли к дому Махмахановых в соседний поселок Казатком для выяснения отношений.
Из дома Махмахановых вышли четверо братьев — Хаджимурат, Нажмуддин, Тахир и Амир. Вооружены они были двумя помповыми ружьями и пистолетом. Переговоры вёл старший из них Хаджимурат Махмаханов. Стороны некоторое время беседовали в спокойной обстановке. Позже обстановка накалилась и общение переросло в ругань. Некто из толпы сильно ударил Хаджимурата, и тот упал на землю. Его братья открыли стрельбу по толпе. От выстрелов двое погибли. Шестеро, включая одного полицейского, получили ранения.
В Махмахановых полетели камни. Братья начали отбегать от дома. Часть толпы погналась за ними. Остальные подожгли деревянный дом, а также джип «Mitsubishi Pajero», стоявший во дворе. Позже опознают что поджигателями были Нурлан Ахметов и Булатбек Байсалбаев.
Толпа избила родственников Махмахановых мужского пола, а также догнала Нажмуддина, Хаджимурата и Амира. Они были также сильно избиты.
Нажмуддина Махмаханова оставили умирать на обочине дороги. Впоследствии он был подобран полицейскими и доставлен в больницу, где и скончался, не приходя в сознание. Двоих братьев Амира и Хаджимурата погрузили в багажник, после чего привезли в Маловодное. Возле сельской заправки и бильярдной «Ботагоз» их избили до смерти. Позже их тела были там обнаружены.,.
Также, толпа разгромила бильярдную, принадлежащую семье Махмахановых. После чего погромщики направились в сторону киосков чеченцев на рынке «Алмаз» в восточной части Маловодного. Разъярённая толпа также прошлась по улицам двух посёлков Казатком и Маловодное, где проживали чеченцы, не связанные с Махмахановыми. Толпа разбивала стёкла домов, оказывавших сопротивление чеченцев избивали, разбивали коммерческие киоски и магазины, хозяевами которых были местные чеченцы.

## Последствия
В ходе конфликта погибло 5 человек, из которых 3 чеченца и 2 казаха. Оба населённых пункта были надолго оцеплены отрядами казахстанской полиции и спецназом.
Семья Махмахановых потеряла сразу трех братьев Хаджи-Мурата 1956 года рождения, Наджмуддина 1969 года рождения и Амира 1975 года рождения.

## Дальшейшие события
- Один из руководителей отдела Департамента внутренних дел в Алматы по своим каналам узнал, что в зону конфликта движется караван автобусов из южной части Казахстана. Автобусы были заполнены чеченцами, вооружёнными огнестрельным оружием из числа чеченцев, проживающих преимущественно в Жамбылской области. Миссией указанных лиц было вооружённое участие в конфликте на стороне своих соплеменников. Однако, караван автобусов был остановлен боевой группой казахстанского спецназа «Беркут» в пригороде Алматы.[17].
- События в Алматинской области всколыхнули чеченскую диаспору в Москве, там начались драки между чеченскими и казахскими студентами в вузовских общежитиях, которые спровоцировала чеченская молодёжь[18].
- 11 августа 2011 года родственник проживавшей в доме семьи Мухамет Махмаханов был арестован криминальной полицией ДВД Алматы после проведённой спецоперации. По результатам обыска у него было обнаружено некоторое количество сильнодействующего наркотика — героина[19].